# Kjustendil
Kjustendil [ˌkjustɛnˈdiɫ] auch [ˌkystɛnˈdiɫ] (bulgarisch Кюстендил, auch Kjüstendil oder Küstendil; früher: Pautalia, Pautalius, dann Velebusdus) ist eine Stadt im Südwesten Bulgariens nahe der Grenze zu Nordmazedonien und Serbien. Kjustendil ist die Hauptstadt des gleichnamigen Bezirks.

## Geographie

### Lage
Kjustendil liegt im südlichen Teil der gleichnamigen Ebene am Fuße der Osogowo-Gebirges. Unmittelbar südlich der Stadt befindet sich der Berg Hisarlak. Durch die Stadt fließen zwei Flüsse; Banschtiza und Koluschka, Zuflüsse des Flusses Struma.
Die Stadt liegt am paneuropäischen Korridor Nr. 8 und der Europastraße 871 zur bulgarisch-mazedonischen Grenze (Grenzübergang Gjueschewo) sowie am Verkehrsweg vom serbischen Niš über Bosilegrad und Kjustendil nach Sofia (Grenzübergang Oltomanzi). Von Dupniza nach Kjustendil verläuft ein alter Handelsweg nach Konstantinopel.

### Klima
Kjustendil liegt in der kontinentalen Klimazone. Die Jahresdurchschnittstemperatur beträgt 11,2 Grad Celsius und die jährliche Niederschlagsmenge 624 Millimeter im Mittel. Die wärmsten Monate sind Juli und August mit durchschnittlich 21,8 bzw. 21,5 Grad Celsius und die trockensten August und September mit 36 bis 38 Millimeter Niederschlag im Mittel. Die größte Niederschlagsmenge ist im Mai und Juni mit durchschnittlich 68 bzw. 65 Millimetern zu verzeichnen. Der kälteste Monat ist der Januar mit −0,8 Grad Celsius im Mittel.

## Geschichte
Die wechselnden Namen der Stadt waren:
- Pautalia (Paeonia) – thrakisch
- Pautania – gotisch
- Welbaschd – slawisch
- Patelense – byzantinisch
- Kolasia – bulgarisch
- Konstantinova Zemja – serbisch
- Kyustendil – osmanisch

### Antike
Kjustendil ist eine der ältesten Städte Bulgariens. Die ersten Besiedler der Region waren die thrakischen Stämme der Peonen, Agrianen und Dentelen. Im 5. bis 4. Jahrhundert v. Chr. gründeten die Thraker hier wegen der heilsamen Mineralquellen eine Siedlung.
Nach dem Fall Thrakiens unter römische Herrschaft im Jahr 45 n. Chr. wurde der Ort zu einer wichtigen Festung ausgebaut. Die Stadt hieß während der Römerzeit Pautalia. Sie war ein bekannter Badeort und lag an einer wichtigen Handelsstraße, welche Serdica (Sofia) und Thessaloniki bzw. die römischen Straßen Via Egnatia und die Via Militaris entlang des Struma-Tals verband. Von Pautalia aus gab es eine Abzweigung nach Stobi. Im 1. und 2. Jahrhundert wuchs die Stadt zum administrativen, kulturellen und wirtschaftlichen Zentrum der Gegend. Die Bedeutung der Stadt blieb auch während der Spätantike erhalten.
Während der Herrschaft des römischen Kaisers Trajan bekam Pautalia im Jahre 106 die Stadtrechte und den Beinamen Ulpia. Unter Kaiser Antoninus Pius (138–161) und bis zur Herrschaft Kaiser Caracallas (198–217) durfte Ulpia Pautalia eigene Münzen prägen.
Im 4. und 5. Jahrhundert wurde wegen zunehmender Angriffe auf die Gegend oberhalb der Stadt auf dem Hügel Hisarlak (Хисарлък) eine zweite Festung errichtet. Die Festung Hisarlak blieb auch im Mittelalter erhalten. Sie wurde seit dem 6. Jahrhundert ausgebaut, überstand das erste und zweite Bulgarenreich und wurde erst von den osmanischen Eroberern im 15. Jahrhundert zerstört. Nach 533 hieß die Stadt Welbaschd.

### Mittelalter
Zum Ende des 7. Jahrhunderts wurde die Stadt wahrscheinlich unter Khan Krum in das Erste Bulgarische Reich eingegliedert. In einer Urkunde des byzantinischen Kaisers Basileios II. aus dem Jahre 1019 wird der Ort unter dem slawischen Namen Welbaschd (Велбъжд; Velbăžd; Wortursprung: Kamel) erwähnt.
Die Stadt wurde während der Herrschaft des Zaren Kalojan (1197–1207) in das Zweite Bulgarische Reich eingegliedert. Eng mit der Geschichte der Stadt verbunden ist die Schlacht bei Welbaschd zwischen den Bulgaren und Serben (unter Führung von Stefan Uroš III. Dečanski) im Jahre 1330. Die Bulgaren verloren die Schlacht; ihr Zar Michail Schischman fiel am 28. Juli 1330. Es wird vermutet, dass er zunächst in der Georgskirche in der Stadt beerdigt wurde. Nach der Schlacht geriet Bulgarien kurzfristig unter serbischen Einfluss. Zugleich zerfiel es in mehrere Teilreiche.
Ende des 14. Jahrhunderts bildete sich im Südwesten der bulgarischen Gebiete das selbstständige Despotat Welbaschd unter Konstantin Dragaš, Schwiegersohn des bulgarischen Zaren Iwan Alexander und Schwiegervater des byzantinischen Kaisers Manuel II. Von Welbaschd aus regierte Konstantin große Teile des heutigen Makedonien zwischen den Flusstälern von Vardar und Struma (Strymon).

### Osmanische Zeit

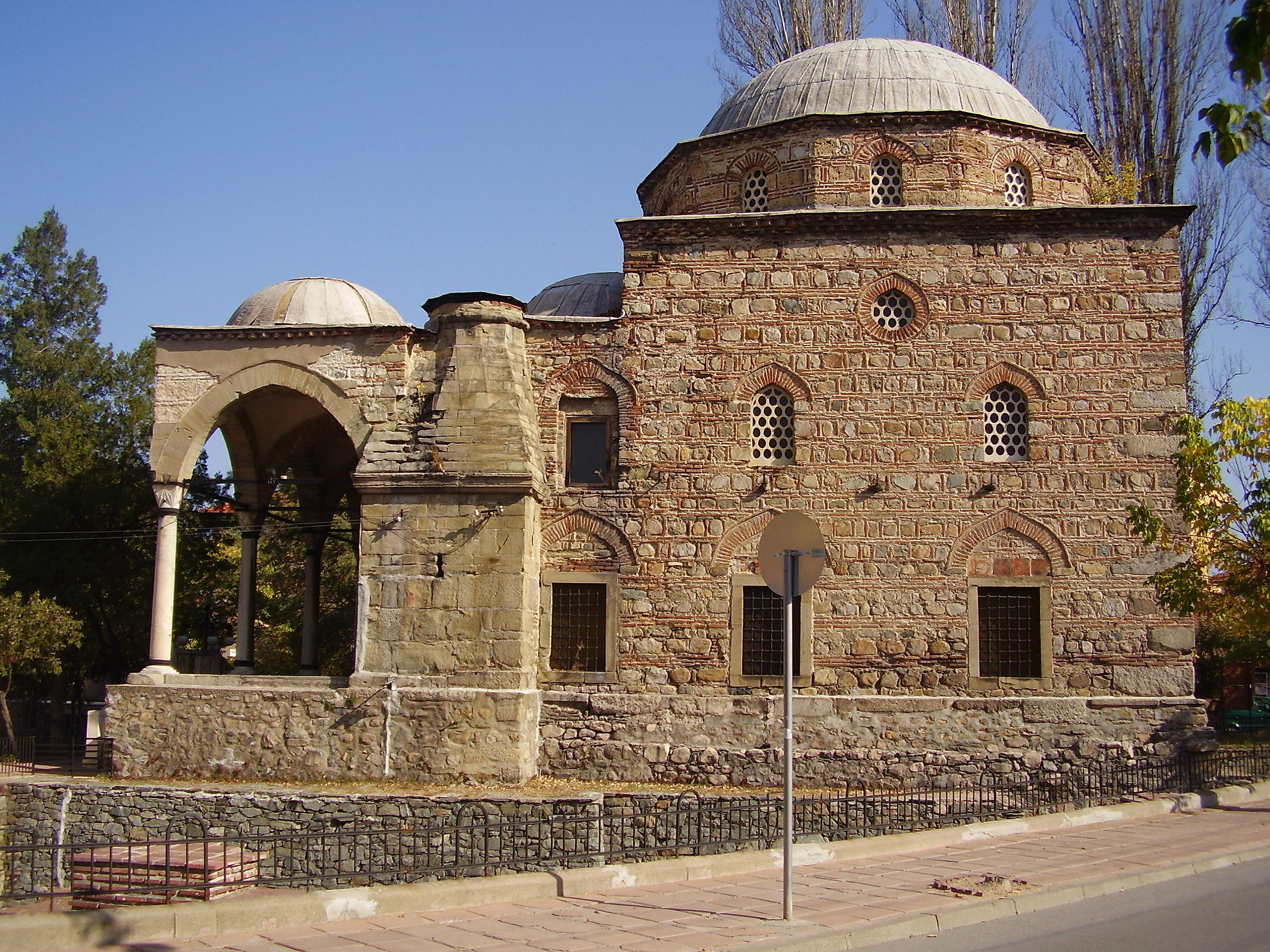
Ahmed-Bey-Moschee

Nach der Schlacht an der Mariza wurde Konstantin Vasall des Osmanischen Reiches, konnte aber die engen Beziehungen zu den christlichen Nachbarn halten. Auf Geheiß des osmanischen Sultans Bayezid I. nahm er zusammen mit seinem Nachbarn und Verbündeten, dem König von Prilep Marko Kraljević, am Feldzug gegen den walachischen Woiwoden Mircea cel Bătrân teil und wurde 1395 in der Schlacht bei Rovine getötet.
Es herrscht die Meinung, dass mit dem Tod von Konstantin das Ende seines Fürstentums kam. Nach der Schlacht bei Ankara um 1402, in der die Osmanen eine der schwersten Niederlagen in ihrer Geschichte einstecken mussten, rebellierte der Despot von Kjustendil Jusuf. Da der Titel des Despoten erblich war, könnte es sich um einen Sohn Konstantins namens Stefan, der den islamischen Glauben angenommen hatte, handeln. Belegt ist, dass das Fürstentum in seinen alten Grenzen wiederhergestellt wurde. Um 1427/28, spätestens im Herbst 1431 eroberten die osmanischen Truppen, geführt vom Beylerbey Rumeliens, Turhan Pascha, die Stadt zurück und zerstörten die Festungsmauern.
Nach der Eroberung der Stadt wurde Kjustendil administratives Zentrum eines Sandschaks. Der Sandschak Kjustendil war einer der größten in der osmanischen Provinz Rumelien und umschloss das Territorium des ehemaligen Fürstentums. Er war in 14 Kazas (Gerichtsbezirke, Kreise) unterteilt. Die Osmanen benannten Welbaschd Konstantin zu Ehren in Küstendil (deutsch: „Land des Konstantin“) um. Sie verwendeten jedoch auch Kjustendil-Banja. Die bulgarische Bevölkerung wurde vertrieben, islamisiert oder getötet. An deren Stelle siedelten sich Türken aus Kleinasien an, vornehmlich aus dem heutigen Konya.
Im Zuge des Großen Türkenkriegs von 1683 bis 1699 erreichte der österreichische Feldherr Antonio Valerio Zuč, unterstützt vom Strachil Wojwoda im März 1690 die Region, besiegte die Osmanen und nahm die Stadt ein. Noch im gleichen Jahr konnte der Status quo ante wiederhergestellt werden.

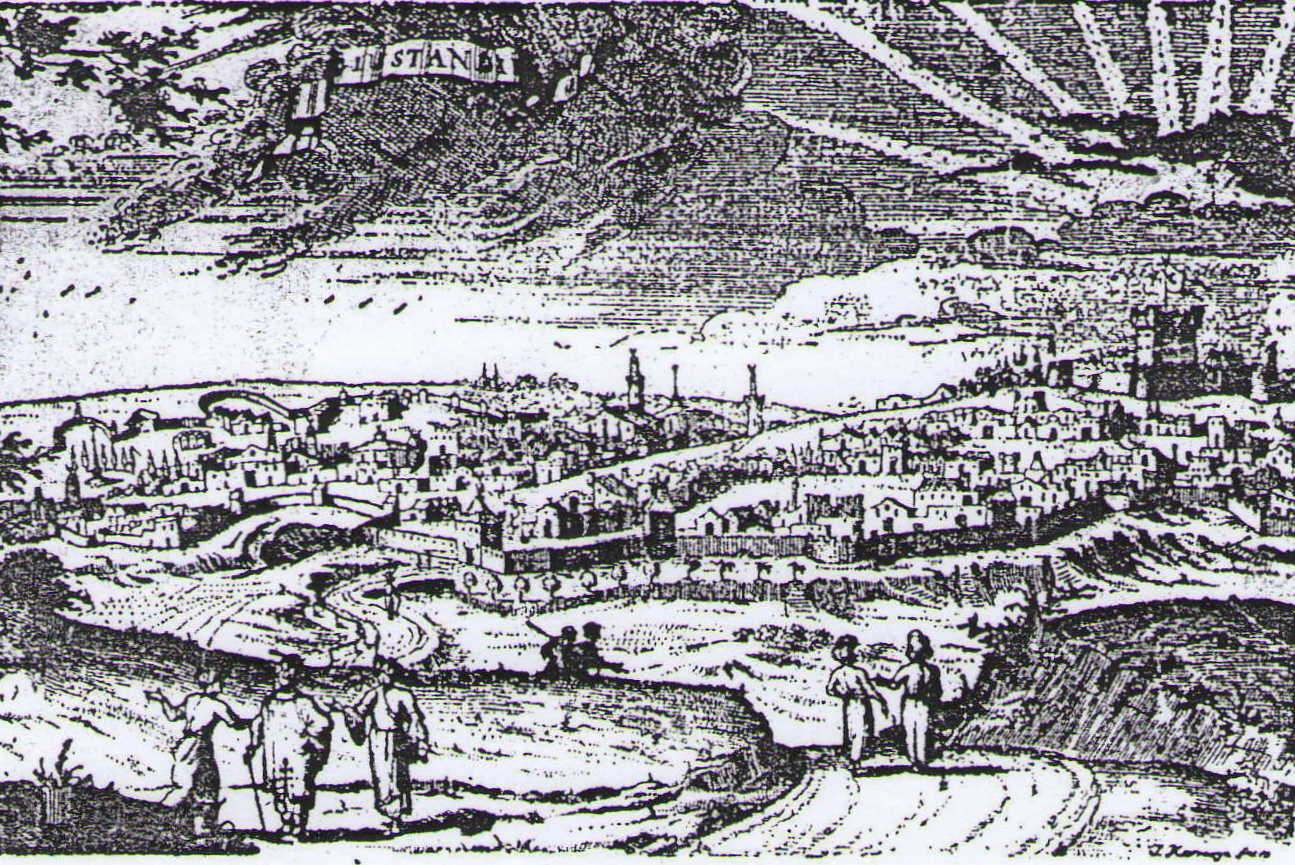
Kjustendil, Kupferstich von 1690

Nur langsam kehrte die bulgarische Bevölkerung in die Stadt zurück, so dass sie erst Ende des 18. Jahrhunderts erneut die Mehrheit stellte. Die Bulgaren nannten die Stadt Kolosia und so trugen von 1557 bis 1766 alle Metropoliten den Beinamen von Kolosia, deren Sitz die Georgs-Kirche war. Dieser Name tauchte jedoch bereits bei Konstantin Kostenezki (1380–1431) in seinem Werk "Slovo vo pravopisu" auf. 1816 wurde die Kirche Mariä Himmelfahrt, 1859 die Kirche Hl. Großmärtyrerin Mina und 1866 die Kirche Sweti Dimitar erbaut. 1821 wurde eine Klosterschule eröffnet, welche 1849 zur gemischten weiterführenden Schule ausgebaut wurde. 1869 wurde hier das erste Tschitalischte in der Region eröffnet.
Die starke Heiducken-Bewegung war auch in der Gegend um Kjustendil aktiv. Hier kämpften Iljo Wojwoda und Rajna Wojwoda, eine der wenigen Frauen-Wojwoden. Ein wichtiges Zentrum der Aufklärungsarbeit in dieser Periode in Südwestbulgarien war das Boboschewer Kloster "Sweti Dimitar" (Бобошевският манастир “Свети Димитър”).
1872 gründete der Lehrer Todor Peew ein geheimes revolutionäres Komitee der Inneren Revolutionären Organisation (IRO). Die Stadt wurde am 29. Januar 1878 durch russische Truppen erobert.

### Neuere Geschichte
Im Februar 1908 fand hier der Kjustendil-Kongress der BMARK statt.
Während des Zweiten Weltkrieges war die Stadt von alliierten Luftangriffen betroffen. Der Angriff am 6. April 1941 wurde von der Dritten jugoslawischen Armee durchgeführt, obwohl sich Bulgarien nicht offiziell im Krieg mit Jugoslawien befand. Dabei starben 58 bulgarische Bürger, 8 deutsche und 2 bulgarische Soldaten. Verletzt wurden 59 Bürger, 31 deutsche und 5 bulgarische Soldaten. 
Bei den Kommunalwahlen 2007 konnte die „Koalition Kjustendil“ (SDS, DSB, Agrarunion, Demokratische Partei, Gergjowden und SSD) gewinnen. Sie stellt seitdem mit Petar Paunow den Bürgermeister.
Die Stadt ist über ihren alten Namen seit 2005 Namensgeber für den Pautalia-Gletscher auf der Livingston-Insel in der Antarktis. Seit 2012 ist sie auch Namensgeber für den Kyustendil Ridge, einen Gebirgskamm im Grahamland auf der Antarktischen Halbinsel.

### Einwohnerentwicklung
| Jahr      | 1880 | 1892  | 1900  | 1910  | 1920  | 1926  | 1934  | 1946  | 1956  | 1969  | 1975  | 1978  | 1982  | 1985  | 1988  | 1992  | 2000  | 2010  |
| --------- | ---- | ----- | ----- | ----- | ----- | ----- | ----- | ----- | ----- | ----- | ----- | ----- | ----- | ----- | ----- | ----- | ----- | ----- |
| Einwohner | 9590 | 11383 | 12042 | 13748 | 14887 | 15440 | 16241 | 19309 | 25025 | 43001 | 48239 | 51147 | 54657 | 54111 | 55620 | 57106 | 50562 | 50671 |

## Stadtbild
In der Stadt leben 41.380 Einwohner (Stand 2016) und die Gemeinde Kjustendil hat rund 73.000 Einwohner. Die Stadt wird vom Bach Banschtiza in ein Wohnviertel im Norden mit überwiegend Einfamilienhäusern und in das Geschäftszentrum im Süden getrennt. Ein kleines Industrieviertel und der Bahnhof befinden sich am Nordrand des Wohnviertels. Vom Bahnhof führt eine Hauptachse der Stadt, der Boulevard Balgarija, als Fußgängerzone nach Süden bis zum zentralen Platz, an dem sich das Historische Museum befindet. Rund 200 Meter östlich liegt die Ahmed-Bey-Moschee aus dem 15. Jahrhundert. Sie ist von den freigelegten Resten der römischen Thermen umgeben. Südlich der Moschee führt eine Nebenstraße nach wenigen Metern zum Pirgowa-Turm aus dem 14. Jahrhundert. Eine weitere, kleinere Moschee, die im 15. Jahrhundert errichtete Fatih-Mehmed-Moschee an der Hauptgeschäftsstraße Zar Oswoboditel ist ungenutzt und baufällig. Zu den Hauptsehenswürdigkeiten gehört ferner die Kirche des Heiligen Georgi aus dem 10. Jahrhundert im südwestlich gelegenen Stadtviertel Kolusche.
Kjustendil besitzt zwar nicht die Einrichtungen eines Kurorts, aber in der Umgebung gibt es über 40 heiße Mineralquellen und im Zentrum ist in der Nähe der Ahmed-Bey-Moschee das öffentliche Badehaus Tschifte Banja, ein osmanisches Hammām von 1489, in Betrieb. 
Die Festung Hisarlak auf einem Hügel südöstlich des Zentrums hat die Form eines unregelmäßigen Vierecks (ca. 117 × 175 m). Sie erstreckte sich über eine Fläche von 2,1 ha. Sie hatte 14 Türme (runde, dreieckige und rechteckige), 2 Tore und 5 Nebeneingänge. Das Haupttor befand sich in der Ostwand, die in der Nähe der heutigen Hauptstraße liegt. Die Dicke der Festungsmauern schwankt stellenweise zwischen 1,60 m und 3 m.
Der städtische Fußballverein heißt Welbaschd Kjustendil.
Weitere Sehenswürdigkeiten sind:
- Sweti Dimitar Kirche
- Mariä Himmelfahrt
- Hl. Großmärtyrerin Mina
- Bildergalerie des bulgarischen Malers Wladimir Dimitrow-Maistora
- Ethnographisches Museum
- Geburtshaus Dimitar Peschews (1894–1973), Rechtsanwalt und Politiker, setzte sich während des Zweiten Weltkriegs aktiv für die bulgarischen Juden ein.
- Museumshaus von Iljo Wojwoda
- Östliches Stadttor

Auf Initiative von Ludmila Schiwkowa wurde in den 1980er Jahren das Theater Krum Kjuljakov im neoklassizistischen Stil erbaut.

## Städtepartnerschaften
- Klinzy, Russland
- Cocoa Beach, USA
- Leskovac, Serbien

## Persönlichkeiten
- Jordan Iwanow (1872–1947), Literaturhistoriker und Archäologe
- Nikola Atanassow (1886–1969), Komponist und Musikpädagoge
- Wladimir Saimow (1888–1942), Politiker und Generaloberst
- Dimitar Peschew (1894–1973), Politiker
- Nikolaj Djulgerow (1901–1982), Maler
- Wirschinija Michajlowa (* 1932), Diskuswerferin
- Georg Tassev (* 1963), in Deutschland wirkender Künstler
- Theodore Ushev (* 1968), Animator
- Rumjana Popowa (* 1968), Folk-Sängerin
- Zwetelina Kirilowa (* 1977), Leichtathletin
- Erika Safirowa (* 1999), Rhythmische Sportgymnastin